# 존 오트먼
존 오트먼(영어: John Ottman, 1964년 7월 6일 ~ )은 미국의 영화 음악 작곡가이자 영화 편집자이다. 할리우드 블록버스터 영화의 음악을 주로 담당하며, 브라이언 싱어 감독과의 협업이 유명하다. 대표작으로는 싱어 감독의 《유주얼 서스펙트》, 《엑스맨 2》, 《슈퍼맨 리턴즈》, 《잭 더 자이언트 킬러》, 《엑스맨: 데이즈 오브 퓨처 패스트》와 《하우스 오브 왁스》, 《판타스틱 4》, 《판타스틱 4: 실버 서퍼의 위협》, 《인베이젼》, 《아스트로 보이: 아톰의 귀환》 등이 있다. 2019년 아카데미 시상식에서 《보헤미안 랩소디》로 편집상을 수상했다.